# Имер Алиу
Имер Алиу (на албански: Imer Aliu; на македонска литературна норма: Имер Алиу) е политик от Северна Македония.

## Биография
Имер Алиу е роден на 26 март 1977 година в село Слатино. Завършва Правния факултет на Университета за Югоизточна Европа в Тетово. Между 2004 и 2005 година е координатор на Информационния център на община Теарце. Членува в Демократическата партия на албанците и е в Централния комитет на партията. Между 2006 и 2007 е министър на околната среда и пространственото планиране. На 20 февруари 2007 година Алиу е назначен за заместник министър-председател, отговарящ за изпълнението на Охридското споразумение.